# Аеліта (роман)
«Аелі́та» (рос. Аэлита) — фантастичний роман російського письменника Олексія Толстого, опублікований у 1923 році, і надалі перероблений у повість для юнацтва (1937). Оповідає про подорож двох землян на Марс, де відбувається революція.

## Історія
Олексій Толстой почав роботу над романом у 1922 році, перебуваючи в еміграції. На думку деяких літературознавців, на написання цього твору його почасти міг надихнути роман данського письменника Софуса Міхаеліса «Політ на Марс» і його кіноекранізація 1918 року. Втім, схожість обох творів ситуативна — мандрівники знаходять на Марсі стан суспільства, якого їм бракує на Землі, при цьому обидва автори критично ставляться до земної дійсності (Міхаеліс до Першої Світової війни, Толстой — до революції і післявоєнної розрухи). Так само в творі Толстого помітні сюжетні паралелі з книжками «Марсіанського циклу» Едгара Берроуза.
Уперше роман було надруковано в журналі «Красная новь» у № 6 за 1922 рік і в № 2 за 1923 рік. Окремим виданням роман вийшов у 1923 році під назвою «Аэлита (Закат Марса)».
Критики, особливо з кіл російської еміграції, несхвально сприйняли «Аеліту». Так, Іван Бунін звинуватив Толстого у «пристрасті до бульварної літератури».
У 1937 році автор переробив роман на повість для видавництва «Детгиз»; у такому вигляді «Аеліту» видають і досі.
Роман, перейнятий глибокою почуттєвістю, первісно не був призначений для підлітків. Надалі автор піддав текст істотним переробкам, причому не тільки стилістичного характеру: роман зазнав змін, скорочень, що зачіпали і сам зміст твору. Так, було прибрано деякі місця з розповіді Аеліти інженеру Лосю про далеке минуле Марса; усунуто деякі риси характеристики Лося, зокрема, у першій публікації повісті, коли Толстой зображав Лося у найгостріший момент повстання, була присутня така фраза: «У вухах співало: до тебе, до тебе, через вогонь і боротьбу повз зорі, повз смерть, до тебе, кохання!» У наступній редакції цієї фрази вже не було. Зазнали змін і деякі риси характеристики червоноармійця Гусєва (його махновське минуле затушовано).

## Персонажі
- Мстислав Сергійович Лось (рос. Мстислав Сергеевич Лось) — петроградський інженер, конструктор і капітан міжпланетного літального апарата.
- Олексій Іванович Гусєв (рос. Алексей Иванович Гусев) — демобілізований солдат, авантюрист і колишній махновець. Проте, надалі залишив загони Махно і перейшов на сторону Червоної Армії (оскільки «з бандитами не вжився»). Чудово розуміється у техніці. Супутник Лося в подорожі на Марс.
- Тускуб (рос. Тускуб) — марсіанин, голова Вищої ради. Фактично — верховний правитель над всіма народами планети Тума (Марса)
- Аеліта (рос. Аэлита) — дочка Тускуба. У перекладі з вигаданої марсіанської мови її ім'я означає «бачене в останній раз світло зірки»
- Іха (рос. Иха) — племінниця управителя дому Тускуба. Гусєв звав її «Іхонька»[1].
- Гор (рос. Гор) — марсіанський інженер і вождь робітничого населення Соацери.
- Скайльс (рос. Скайльс) — кореспондент американської газети.

## Сюжет
Російський інженер Мстислав Лось у 1921 році розміщує в Петербурзі оголошення про набір експедиції на Марс. Оголошенням цікавиться кореспондент американської газети Скайльс. Він знайомиться з Лосем, який показує йому яйцеподібний апарат, здатний досягнути Марса не більше, ніж за 10 годин. Інженер впевнений, що на Марсі є розумне життя, бо звідти надходять незрозумілі сигнали. Згодом до Лося приходить солдат Олексій Гусєв, який бажає приєднатися до експедиції. Лось мріє про політ, щоб відволіктися від спогадів про свою померлу дружину. Гусєв має запальний, непосидючий характер і мріє знайти на іншій планеті пригоди, навіть якщо доведеться покинути родину. Лось і Гусєв вирушають у політ.
Вони опиняються в пустелі, засадженій кактусами, де зустрічають червоношкірого чоловіка, який кричить на них і тікає, лишивши мішок з провіантом. Потім дослідники виявляють руїни, з яких розуміють, що там була війна. Після нападу велетенських павуків земляни стикаються з іншим марсіанином, у якого синє обличчя. Він забирає прибульців на борт летючого корабля, що везе їх у столицю планети, Соацеру.
На планеті існує розвинута система каналів, які Лось і Гусєв помічають ще на підльоті до Марса. Вона складається з двох мереж — занедбаної старої, і нової, яка постачає воду у водяні цирки, які являють собою величезні водосховища. Населення Марса проживає переважно в іригованих оазисах, в одному з яких (Азора) розташована столиця Марса-Туми — Соацера («Сонячне селення»). Планета населена кількома расами — «аолами» (аборигенами), «магацитлами» (нащадками землян, що втекли на Марс з затонулої Атлантиди) і «го́рами» (метисами, утвореними в результаті змішання цих рас). Сам Марс мовою місцевих жителів називається Тума.
Землян добре приймають і поселяють у розкішному будинку. Проте Гусєв незадоволений і мріє про приєднання Марса до Радянської Республіки. На противагу йому Лось хоче знайти нові знання. Земляни навчаються місцевої мови від дівчини Аеліти, що має синьо-біле обличчя. Вона розповідає, що 20 тисяч років тому магацитли завоювали Марс і підкорили його корінних жителів аолів. Від служниці Аеліти на ім'я Іха Гусєв дізнається, що Аеліта - це дочка глави Марса, Тускуба. Іха показує йому відеозв'язок і випадково перемикається на засідання уряду Марса. З розмов на засідання Гусєв розуміє, що марсіани хочуть убити землян.
Гусєв досліджує Соацеру та довідується про розкол у марсіанському суспільстві. Проти влади Тускуба виступає інженер Гор, який сподівається на допомогу землян у організації повстання. Гусєв погоджується допомогти йому. Лосєв тим часом закохується в Аеліту і вона відмовляється вбити землян. Аеліта з Лосєвим тікають до священної печери, де таємно одружуються.
Коли Лосєв повертається до столиці, там вже почалася революцію під проводом Гора. Лосєв розшукує літальний апарат і вирушає на пошуки Гусєва. Невдовзі армія Тускуба, що відступила в підземні тунелі, завдає раптового удару по арсеналу повстанців і знищує їхній повітряний флот. Лосєв рятує Гусєва з-під завалів, вони прощаються з пораненим Гором і спускаються в тунелі.
Після блукань підземеллями Лось і Гусєв зустрічають Аеліту. Тускуб важко ранить Лося та забирає Аеліту. Гусєв забирає товариша до апарата і вони відлітають до Землі. Революція Гора зазнає поразки. В польоті Лосєв отямлюється та вважає, що пригоди на Марсі йому наснилися. Апарат потрапляє в хвіст комети й збивається з курсу, приземлившись в США. Хоча політ тривав декілька місяців, на Землі минуло 4 роки.
Скальс публікує розповідь Лося, що приносить інженеру славу. Лось намагається повторити марсіанські технології з метою принести щастя на Землі. Гусєв організовує набір добровольців для допомоги марсіанській революції. Лосєв отримує з Марса сигнал "Де ти?" і розуміє, що його надіслала Аеліта.

## Ідеологія
«Аеліта» — науково-фантастичний твір, у якому тема міжпланетного польоту поєднується з описом соціально-політичних проблем. Зображуючи життя на Марсі і марсіанське суспільство, показуючи повстання пригнічених жителів планети, коливання його очільника Гора, письменник замасковано полемізував з соціальними теоріями Герберта Веллса, з песимістичною проповіддю «присмерку Європи» Освальда Шпенглера і деякими іншими філософськими теоріями, названими в СРСР «буржуазними». Показуючи образ марсіанина Тускуба — голови Ради Інженерів і фактично диктатора Марса, який обстоює «цивілізацію лише для обраних», Толстой викриває антинародний характер його поглядів, у яких помітні спільні риси з ідеологією нацизму.
Науково-технічну фабулу повісті засновано на теорії міжпланетних ракетних сполучень, розробленій російським науковцем Костянтином Ціолковським у його праці «Дослідження світових просторів реактивними приладами».
Також не меншою мірою на проблематику роману справляли вплив ідеї антропософії, зокрема, «Хроніки Акаші» — Олексій Толстой приймає існування Атлантиди і боротьбу рас як рушій стародавньої історії. Описи Атлантиди дуже схожі на її описи в творах антропософів. Ідеї антропософії можна помітити як у міркуваннях Лося, так і в розповідях Аеліти:
- «У всесвіті літає пил життя. Ті самі спори осідають на Марс і на Землю, на всі міріади зірок, що холонуть. Скрізь виникає життя, і над життям всюди панує людиноподібна істота: не можна створити тварину досконалішу, ніж людина»[3].
- «Розум — це матерія, твердіша за камінь і швидша за світло»[4].
- «Річ є тимчасове згущення розуму»[4].
- «У кристалі розум перебуває в абсолютному спокої. В міжзоряному просторі розум — в абсолютному русі. Людина — місток між цими двома станами розуму. Через людину тече потік розуму у видимий світ. Ноги людини виростають з кристалу, живіт її — сонце, її очі — зорі, її голова — чаша з берегами, які сягають у всесвіт»[4].

## В інших творах
- Інженер Лось, винахідник яйцеподібних міжпланетних літальних апаратів, прямо згадується ще в одному фантастичному творі Олексія Толстого — «Союз п'ятьох».
- Віктор Потапов у збірці «Фантастика-85» (Москва: Молода гвардія, 1985) опублікував оповідання «Третий рассказ Аэлиты», сюжет якого, втім, лише побічно пов'язаний з повістю Олексія Толстого, а здебільшого стосується подій, що відбуваються на стародавній Землі після втечі магацитлів на Туму-Марс. Там описано вімани і застосування ядерної зброї у Стародавній Індії.
- Анатолій Андреєв в 1987 випустив продовження твору Олексія Толстого — повість «Звезды последний луч»[5], де описав наступне відвідування Марса інженером Лосем для того, щоб визволити Аеліту з ув'язнення, на яке її прирік Тускуб.
- Кир Буличов у 1990 опублікував оповідання «Тебе, простой марсианин!», проте елементи обстановки фантастичного Марса використані там для критики радянської системи.
- Василь Головачов теж написав своє продовження «Аеліти» — повість «Магацитлы» (2003), що входить до його циклу «Смутное время»[6].
- В інді-грі Lifeless Planet присутні багато відсилань до «Аеліти» Олексія Толстого.

## Фантастика і реальність
У повісті вказано адресу будинку в Петрограді, де мешкав інженер Лось і поруч якого 18 серпня 1921 року відбувся запуск його ракети — Ждановська набережна, 11. Цей будинок дійсно існує і зберігся досі. Цікаво, що аж з трьох причин це місце має стосунок до історії російської космонавтики: 1) у сусідньому будинку № 13 у 1920-ті розташовувалася школа авіаційних механіків ім. Ворошилова, у якій викладав можливий прототип героя роману Юзеф Домінікович Лось, що пізніше став розробником ракетних двигунів; 2) у 1930-х неподалік існувала лабораторія ГВРРу і її випробувальний полігон; 3) поруч, за адресою Ждановська набережна, 13, розташована Військово-космічна академія імені О. Ф. Можайського.

## Екранізації
- Перша екранізація «Аеліти» (тоді ще в формі роману для дорослих) виконана радянським режисером Яковом Олександровичем Протазановим у 1924 році. Його німий фільм «Аеліта» вважають класикою світової кінофантастики. На відміну від першоджерела, Аеліта там показана узурпаторкою влади, що використовує революцію для повалення свого батька.
- Мультфільм «Міжпланетна революція» (1924) використовує окремі сюжетні мотиви роману Олексія Толстого.
- «Аеліта» (1980) — угорська екранізація режисера Андраша Райнаї.
- У 1981 році повість частково екранізована в телеспектаклі «Цей фантастичний світ» (четвертий випуск).

## Переклади українською
Повість «Аеліта» (1937) українською мовою переклала Єлизавета Ромашко в 1971-му. Переклад вийшов друком у видавництві «Молодь» (1971), перевидання — у 1984-му.